# Glen or Glenda
Glen or Glenda (titlu inițial: I Changed My Sex!, ) este un film american din 1953 regizat de Ed Wood. Rolurile principale au fost interpretate de actorii Bela Lugosi și Dolores Fuller. Este unanim considerat ca fiind unul dintre cele mai proaste filme realizate vreodată. Cu toate acestea a devenit un film idol.

## Prezentare
După o introducere prezentată de Ed Wood despre explorarea constantă a necunoscutului care duce la lucruri uimitoare; cu toate acestea cele mai multe dintre aceste "noi" descoperiri sunt de fapt destul de vechi. Apoi este arătat cadavrul unui travestit pe nume Patrick / Patricia care s-a  sinucis. În cameră este un bărbat neidentificat care deschide ușa ca să intre un medic, un fotograf și poliția. Un bilet explică motivele din spatele sinuciderii. Patrick/Patricia a fost arestat de patru ori pentru cross-dressing în public lucru pentru care a fost în închisoare. De aceea el/ea s-a sinucis pentru a fi lăsat în pace să poarte ce haine dorește după moartea sa.

## Distribuție
- Ed Wood - Glen / Glenda
- Timothy Farrell - Dr. Alton / Narator
- Dolores Fuller - Barbara
- Bela Lugosi - Scientist
- 'Tommy' Haynes - Alan / Anne
- Lyle Talbot - Inspector Warren
- Charlie Crafts - Johnny
- Conrad Brooks - Banker / Reporter / Pickup Artist / Bearded Drag

## Producție
Filmările au avut doar în patru zile, filmul a fost inspirat vag de operația de schimbare de sex a lui Christine Jorgensen, care a făcut furori la nivel național în SUA în 1952. Filmul a avut un buget redus. Cheltuielile de producție s-au ridicat la 20.000 $ (valoare ajustată în funcție de inflație: 177.189 $)